# Torredelcampo
Torredelcampo è un comune spagnolo di 13 185 abitanti situato nella comunità autonoma dell'Andalusia.

## Amministrazione

### Gemellaggi
Barakaldo